# Agnidra
Agnidra là một chi bướm đêm thuộc phân họ Drepaninae.